# Модрич (Словенська Бистриця)
Модрич (словен. Modrič) — поселення в общині Словенська Бистриця, Подравський регіон‎, Словенія.